# Groupe Vox au Congrès des députés
Le groupe parlementaire de Vox (en espagnol : grupo parlamentario de Vox) est un groupe parlementaire espagnol du parti politique Vox pour sa députation au Congrès des députés, chambre basse des Cortes Generales.

## Historique

### Constitution
Le groupe parlementaire de Vox est un groupe parlementaire créé pour la première fois pour la XIIIe législature. Il est alors composé de 24 élus issus des élections générales de 2019.

### Effectifs
| Législature | Années                    | Représentation | Porte-parole                  |
| ----------- | ------------------------- | -------------- | ----------------------------- |
| XIIIe       | mai 2019 - septembre 2019 | 24 / 350       | Iván Espinosa de los Monteros |
| XIVe        | décembre 2019 - mai 2023  | 52 / 350       | Iván Espinosa de los Monteros |
| XVe         | Depuis août 2023          | 33 / 350       | Pepa Millán                   |

### Porte-parole
| Début      | Fin         | Porte-parole                  |
| ---------- | ----------- | ----------------------------- |
| 11/06/2019 | 16/08/2023  | Iván Espinosa de los Monteros |
| 16/08/2023 | En fonction | Pepa Millán                   |